# Podzemní rozměry
Podzemní rozměry je označení fiktivního místa mimo běžný vesmír v literární fantasy sérii Úžasná Zeměplocha autora Terryho Pratchetta.

## Obyvatelé
Podzemní rozměry obývají tvorové zvaní Věci. Jedná se o černé, několik metrů vysoké bytosti. Jejich hlavní touhou je dostat se do našeho (reálného) světa. Věci se živí magií. Bez ní jsou slabé. Je proto nezbytně nutné vyhýbat se používat magické síly proti nim.
Odhadované důsledky proniknutí Věcí do našeho světa: strašlivé. 

## Popis Podzemních rozměrů
Nekonečné rovnoběžné pusté pláně mimo vesmír a čas. 
Podzemní rozměry navštívil mág Neviditelné univerzity Mrakoplaš (v knize Magický prazdroj). V knize Erik Mrakoplaš Podzemní rozměry popisuje takto:
„Doprdeledoprdeledoprdele, já asi umřu, já umřu, umřu! Óbóžeóbóžeóbóže, už je to TADY, každou chvíli UMŘU.“
Známou možností, jak proniknout do Podzemních rozměrů z našeho světa (a zpět) jsou tzv. trojrozměrné světelné sloupy (Ty vznikají pouze v místech, kde magická aktivita protrhne stěnu dělící Podzemní rozměry od našeho světa. 
) nebo pomocí "Zapůjčení" kdy si Věci mohou přisvojit člověka intenzivně přemýšlejicim o magii (čaroprávnost). Na straně reálného světa má přechod černou barvu. Na straně Podzemních rozměrů má barvu světlou a je dokonce vidět pokřivený obraz reálného světa obrácený naruby.